# Hotel Elixhauser Wirt

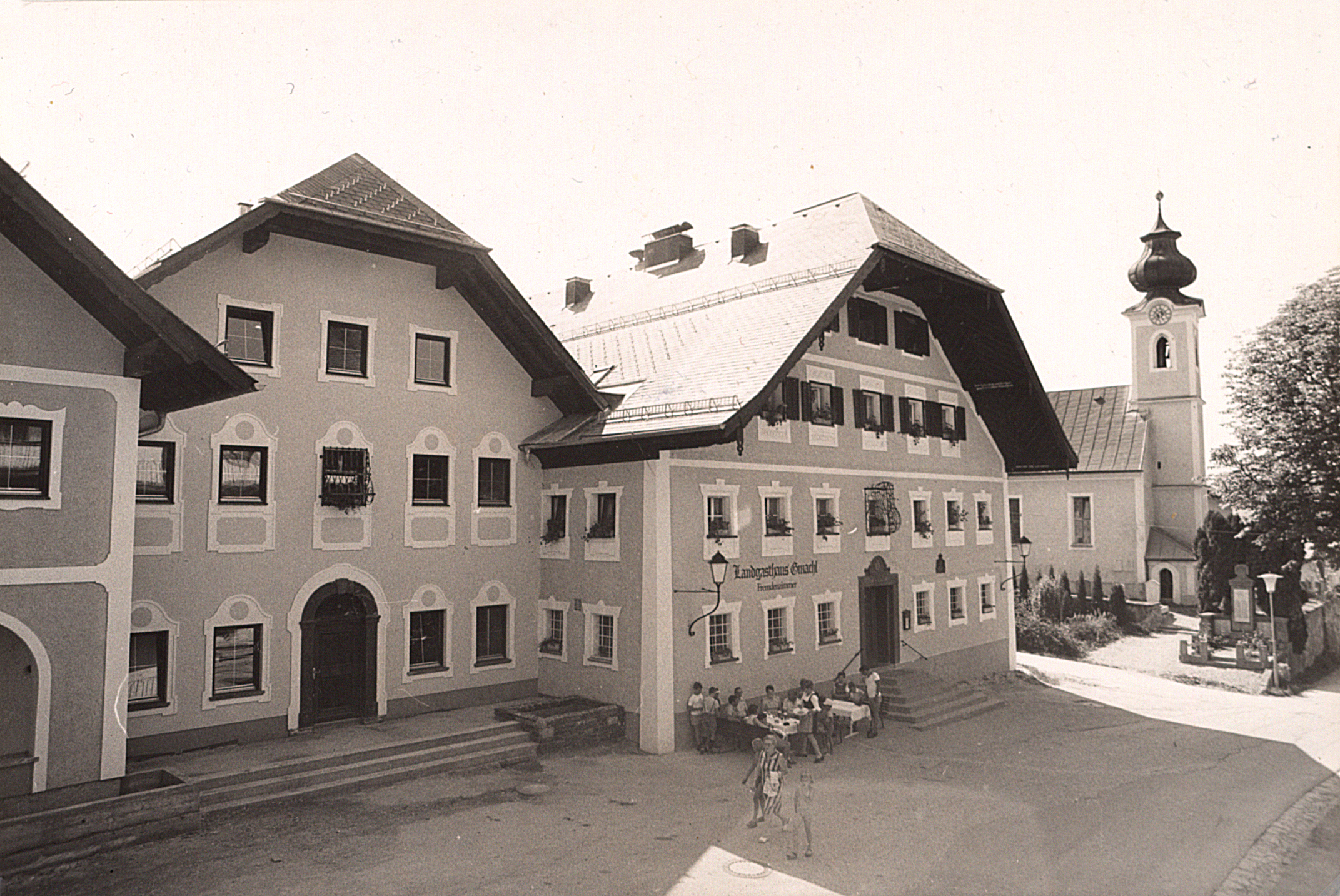
Vorderansicht des Gasthauses in der Zwischenkriegszeit (1920er/30er Jahre)

Hotel Elixhauser Wirt, früher Romantik Hotel Gmachl, ist ein Hotel in Elixhausen, fünf Kilometer nördlich von Salzburg. Seit Generationen in der Hand der Familie, die den Namen Gmachl trägt, ist es das älteste Familienunternehmen Österreichs.

## Geschichte

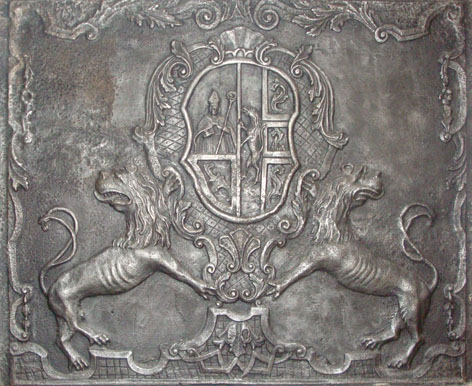
Familienwappen

Das Anwesen wurde 1334 erstmals urkundlich als halber Hof und Tafernwirtschaft erwähnt. Ursprünglich scheint als Besitzer Amtsmann Georg auf, der für das Benediktinerinnenkloster Nonnberg die Steuern bei angrenzenden Bauern einhob. In den nächsten Generationen wird der Hof im ersten Nonnberger Urbar jeweils unter dem Vermerk „Filius“ (= Sohn) geführt. Im Jahr 1470 findet sich eine Eintragung auf den Nachnamen „Elixhauser“. Neben der Landwirtschaft galten Viehhandel, Fleischerei und die Taverne als Einnahmequellen. Seit 1583 wird die ehemalige Klostertaverne von der Familie Gmachl geführt.
Der Name Elixhauser verschwand, als 1787 Theresia Elixhauser den Gastronomen Johann Georg Gmachl ehelichte, einen aus Bergheim stammenden Metzger. Der Nachfahre Michael Gmachl spendete im Jahr 1798 einen bedeutenden Anteil für die Erweiterung der örtlichen Kirche. Viele Hochzeiten, Begräbnisse und kirchliche Feierzüge wurden daraufhin bei ihm als dem „Kirchenwirt“ ausgerichtet. Während des Kirchenumbaus wurde die Gaststube als Gotteshaus genutzt, auch die Volksschule war in dem Anwesen untergebracht.
Um das 19. Jahrhundert erzielte man erste Gewinne durch den beginnenden Fremdenverkehr. Das Salzburger Land entwickelte sich zum Urlaubsziel. Die steigenden Übernachtungszahlen begünstigten neue Investitionen. So entstand das heutige Hotel.

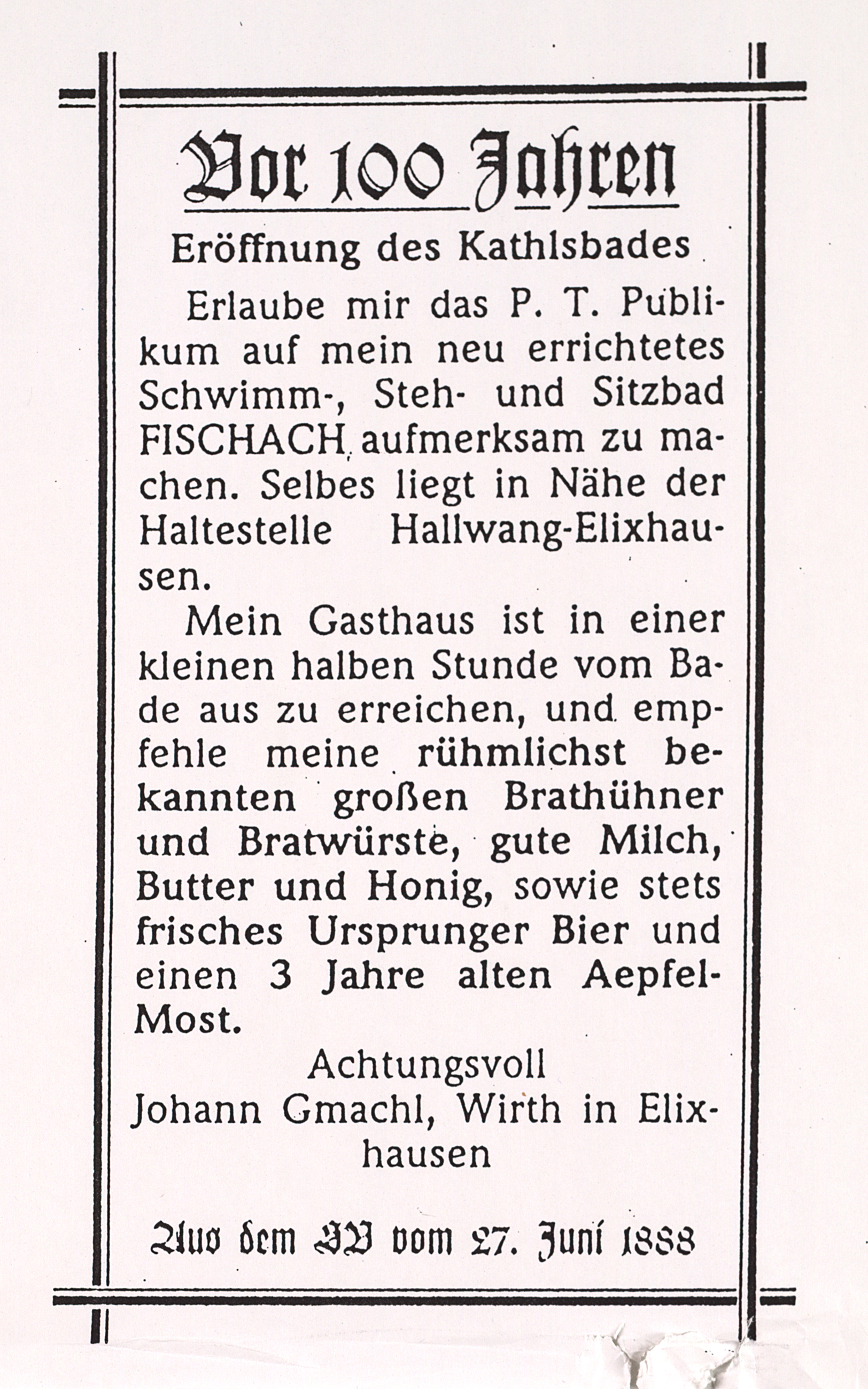
Zeitungsinserat von Johann Gmachl, Wirt in Elixhausen, vom 27. Juni 1888

Das Hotel hat 74 Gästezimmer, einen Spa-Bereich, eine Außenanlage für Sommer- und Winteraktivitäten, eine Metzgerei sowie einen Tennispark.

## Auszeichnungen
2007 ehrte die Wirtschaftskammer Österreich das Hotel als „ältestes Familienunternehmen Österreichs“. Der Restaurantführer Gault-Millau Österreich bewertet die Restaurantküche des Hotels seit 2009 mit einer Haube.
2013 wurde es von dem Gastronomie-Fachmagazin Rollingpin Jobs & Business zum österreichischen „Arbeitgeber des Jahres“ gewählt.
2014 erhielt das Hotel den vom Land Niederösterreich vergebenen österreichischen Vorsorgepreis für ein Gesundheitsförderungsprojekt für die 90 Mitarbeiter.